# Yannick Mertens
Yannick Mertens (* 25. Juni 1987 in Anderlecht) ist ein belgischer Tennisspieler.

## Karriere
Yannick Mertens spielt hauptsächlich auf der ATP Challenger Tour und der ITF Future Tour. Er feierte bislang 16 Einzel- und acht Doppeltitel auf der Future Tour. Auf der Challenger Tour gelang ihm ein solcher Erfolg bislang noch nicht, erreichte aber 2010 die Finals der Doppelkonkurrenz in Mons und 2011 in Istanbul.
Sein Debüt auf der ATP World Tour gab er 2010 in Marseille, als er sich über die Qualifikationsrunden ins Hauptfeld spielte. Dort traf er in der ersten Runde auf Jan Hájek, den er in zwei Sätzen besiegte und dadurch ins Achtelfinale vorstieß, wo er gegen den mit einer Wildcard ins Hauptfeld gestarteten Guillaume Rufin in drei Sätzen verlor.